# Пиратские копии
Пиратские копии — одиннадцатый студийный альбом группы Мумий Тролль, который вышел 15 апреля 2015 года.

## Предыстория
Сразу по завершении кругосветки в 2013 году группа выпустила альбом SOS Матросу, который состоял из 10 песен. Илья Лагутенко сказал, что у них имеется намного больше песен, так что скоро будет ещё один альбом.
Первым синглом была песня «Кажется», которая уже к тому времени была знакома фанатам, так как в конце 2013 была представлена в Вечернем Урганте. Клип был опубликован 28 апреля 2014 года на официальном канале в Youtube. Это является первой работой из анимационной трилогии созданной совместно с Flakonkishochki.
Второй клип на песню "Пиратские копии" был представлен 10 июля 2014 года
Третий клип на песню «Мошка» был представлен 11 августа 2014, он является вторым из трилогии, которая создается совместно с Flakonkishochki.
Четвёртый клип на песню Ноябрь был представлен 1 ноября 2014, песня знакома большинству фанатов с конца 2012 года, когда песня была представлена на концертах в Москве, но вопреки ожиданиям фанатов в SOS Матросу включена не была.
В канун Нового года был представлен клип на песню «Витамины», а в январе 2015 — на песню «С чистого листа».
10 апреля вышел клип на песню Куклы, который является последним из трилогии, которая создавалась совместно с Flakonkishochki.
13 апреля на сайте Нашего радио появился альбом Пиратские копии с песнями в укороченном хронометраже.
10 февраля на официальном сайте группы была объявлена дата выхода альбома — 15 апреля. В тот же день в iTunes открылся предзаказ новой пластинки. Альбом будет состоять из 14 песен. Также был обнародован трек-лист пластинки.

## Список композиций
| №   | Название                       | Текст песни    | Музыка                            | Длительность |
| --- | ------------------------------ | -------------- | --------------------------------- | ------------ |
| 1.  | «С чистого листа»              | Илья Лагутенко | Илья Лагутенко                    | 3:58         |
| 2.  | «Медленные танцы»              | Илья Лагутенко | Илья Лагутенко, Александр Холенко | 9:04         |
| 3.  | «Витамины»                     | Илья Лагутенко | Илья Лагутенко                    | 4:17         |
| 4.  | «Пиратские копии»              | Илья Лагутенко | Илья Лагутенко                    | 6:28         |
| 5.  | «Кажется»                      | Илья Лагутенко | Илья Лагутенко                    | 4:27         |
| 6.  | «Молния»                       | Илья Лагутенко | Илья Лагутенко                    | 4:32         |
| 7.  | «Золотое сердце»               | Илья Лагутенко | Илья Лагутенко                    | 3:35         |
| 8.  | «Последний отпускной»          | Илья Лагутенко | Илья Лагутенко, Александр Холенко | 3:09         |
| 9.  | «Куклы»                        | Илья Лагутенко | Илья Лагутенко, Александр Холенко | 2:57         |
| 10. | «Мошка»                        | Илья Лагутенко | Илья Лагутенко, Александр Холенко | 3:49         |
| 11. | «Где вы, девочки»              | Илья Лагутенко | Илья Лагутенко                    | 4:37         |
| 12. | «Кто будет спасать рок-н-ролл» | Илья Лагутенко | Илья Лагутенко, Сергей Кузнецов   | 4:27         |
| 13. | «Шторм»                        | Илья Лагутенко | Илья Лагутенко                    | 6:07         |
| 14. | «Ноябрь»                       | Илья Лагутенко | Илья Лагутенко                    | 6:00         |

Клипы:
1. С чистого листа
2. Витамины
3. Пиратские копии
4. Пиратские копии (альтернативная версия)
5. Кажется
6. Мошка
7. Ноябрь
8. Куклы

## Участники записи
- Илья Лагутенко — вокал, акустическая гитара, электрогитара, кастаньеты, эл.перкуссия, аранжировки, электропианино, музыка, слова

- Юрий Цалер — гитары, клавишные, бас-гитара, контрабас, автор

- Евгений Звиденный — бас-гитара, ксилофон, клавишные, автор

- Олег Пунгин — ударные, перкуссия, программирование, клавишные